# Automated Valuation Model
AVM, (acrónimo de la expresión inglesa Automated Valuation Model) es el nombre que se da internacionalmente a los modelos de valoración automática de inmuebles, mediante el uso de algoritmos matemáticos y estadísticos combinado con una base de datos. La mayoría de los AVM calculan el valor de un inmueble en una ubicación geográfica concreta y en un momento del tiempo. 

## Fundamento
Se trata de un sistema de inteligencia artificial que combina:
- Un modelo hedónico[1] de valoración de inmuebles obtenido mediante regresión lineal múltiple y otras técnicas estadísticas de análisis multivariante y de minería de datos que responde a las características aportadas por el usuario
- Las características estadísticas, demográficas, sociales y económicas de la zona
- Un análisis pormenorizado del valor de suelo y del valor de construcción
- La normalización y geocodificación de una base de datos de inmuebles comparables con sus valores de mercado actualizados y homogeneizados
- La evolución histórica del precio de los inmuebles

y como consecuencia de lo anterior calcula el valor teórico del inmueble.

## Contenido
Un informe AVM debe contener:
- la identificación del inmueble
- la estimación del valor del inmueble

Además, puede contener:
- Estimaciones inferidas para la obtención del valor (existencia de ascensor, calidad de acabados estimada, etc)
- Información estadística, demográfica e inmobiliaria de la zona
- Fotografía aérea o a pie de calle
- Información y referencia catastral
- Información del edificio
- Información del mercado y de su evolución
- Justificación de la obtención del valor
- Nivel de confianza del resultado

## Marco legal
Los AVM sirven para la revisión de valores de los inmuebles hipotecados conforme a los acuerdos internacionales Basilea II, transpuesto a la normativa europea por la Directiva 2006/48/CE
Dicha Directiva europea está transpuesta a la normativa española por la Circular 3/2008 de Banco de España (denominada Circular de Solvencia) sobre determinación y control de los recursos propios mínimos (ver Norma 43.6).
Asimismo, el Banco de España ha publicado una guía para la utilización de modelos automatizados de valoración (AVM) por parte de las sociedades de tasación

## Utilidades
- Obtención del LTV (Loan To Value) para supervisión bancaria, conforme a la Directiva 2006/48/CE[2] y a la Circular 3/2008[3] de Banco de España
- Valoraciones previas orientativas
- Contraste del valor de una tasación presencial
- Seguros de riesgo de crédito
- Evolución de precios de inmuebles
- Valoración de clientela para marketing directo. A partir de la dirección postal de un cliente, se puede inferir el valor de su vivienda, y con ello, una estimación aproximada de su patrimonio
- Valoración del inmueble para el cálculo de la prima en el seguro multirriesgo del hogar

## Usuarios
- Entidades Financieras (Bancos y Cajas de Ahorro)
- Empresas de servicios de inversión
- Compañías de Seguros
- Particulares que necesitan conocer el valor de un inmueble (herencias, divorcios, etc)
- Sociedades de Tasación, para supervisión de valores
- Hacienda
- Auditores
- Peritos tasadores judiciales
- Empresas de marketing directo
- Emisores e inversores de titulizaciones
- Calificadores de riesgos

## Ventajas
- Bajo coste.
- Ahorro de tiempo, de papel, de desplazamiento, de combustible. Contribución ecológica.
- Inmediatez
- Objetividad

## Inconvenientes
- En España, los AVM no tienen validez como herramienta de tasación, dado que la legislación vigente que las regula (Orden ECO 805/2003)[5] exige la visita física de un tasador.
- Posibilidad de imprecisión en la aportación de datos (por ejemplo, una estimación errónea de la superficie del inmueble)